# Anastasia Shishmakova
Anastasia Shishmakova (en russe : Анастасия Шишмакова) est une gymnaste rythmique russe, née le 22 février 2000 à Seversk.

## Palmarès

### Championnats du monde
- Sofia 2018
  -  médaille d'or au concours général en groupe
  -  médaille d'argent en groupe 3 ballons + 2 cordes

- Bakou 2019
  -  médaille d'or au concours général en groupe
  -  médaille d'or en groupe 3 ballons + 4 massues
  -  médaille de bronze en groupe 5 ballons

### Championnats d'Europe
- Guadalajara 2018
  -  médaille d'or au concours général par équipe
  -  médaille d'or au concours général en groupe
  -  médaille de bronze en groupe 5 cerceaux

### Jeux européens
- Minsk 2019
  -  médaille d'or en groupe 5 ballons
  -  médaille de bronze au concours général en groupe